# Hadena negussa
Hadena negussa är en fjärilsart som beskrevs av Smith 1900. Hadena negussa ingår i släktet Hadena och familjen nattflyn. Inga underarter finns listade i Catalogue of Life.